# Liste der Biografien/Wuo
Liste der Biografien |
Portal Biografien |
Personensuche
# |
A |
B |
C |
D |
E |
F |
G |
H |
I |
J |
K |
L |
M |
N |
O |
P |
Q |
R |
S |
T |
U |
V |
W |
X |
Y |
Z |
?
 
Wa |
Wc |
Wd |
We |
Wh |
Wi |
Wj |
Wl |
Wn |
Wo |
Wr |
Ws |
Wt |
Wu |
Ww |
Wy |
Wz
 
Wua |
Wub |
Wuc |
Wud |
Wue |
Wuf |
Wug |
Wuh |
Wui |
Wuj |
Wuk |
Wul |
Wum |
Wun |
Wuo |
Wup |
Wur |
Wus |
Wut |
Wuw |
Wuy |
Wuz
Die Liste der Biografien führt alle Personen auf, die in der deutschsprachigen Wikipedia einen Artikel haben. Dieses ist eine Teilliste mit 7 Einträgen von Personen, deren Namen mit den Buchstaben „Wuo“ beginnt.

## Wuo

### Wuol
- Wuolijoki, Hella (1886–1954), estnisch-finnische Schriftstellerin und Politikerin, Mitglied des Reichstags
- Wuolijoki, Juha (* 1969), finnischer Regisseur, Autor, Produzent und Unternehmer
- Wuolijoki, Wäinö (1872–1947), finnischer Botschafter und Politiker (SDP), Mitglied des Reichstags

### Wuor
- Wuorimaa, Aarne Artur (1892–1975), finnischer Diplomat
- Wuorinen, Charles (1938–2020), US-amerikanischer Komponist, Pianist und Dirigent
- Wüörner, Franz Xaver (1705–1764), Schweizer Politiker und Landammann
- Wuornos, Aileen (1956–2002), US-amerikanische SerienmörderinAileen Wuornos (1956–2002)

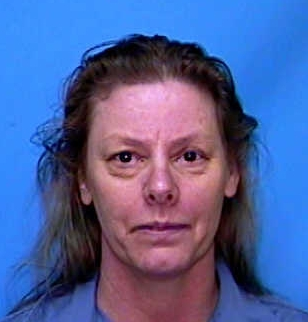
Aileen Wuornos (1956–2002)